# ハル常住のゴルフトランスポーター
『ハル常住のゴルフトランスポーター』（ハルつねずみのゴルフトランスポーター）は、2017年4月3日から2021年3月29日までBSフジで放送されていたゴルフ番組。全209回。SGホールディングスの一社提供。放送時間は毎週月曜 21:55 - 22:00（日本標準時）。
ゴルフ指導者のハル常住が世界各国のゴルフ場を訪れ、現地のコース紹介も兼ねてゴルフプレイをしたり、その国のゴルフに関する最新情報を伝えたりしていたミニ番組。ゴルフプレイは、スコアを気にせずに楽しくやることをモットーにしていた。
ナビゲーターには俳優の渡辺徹を起用。渡辺は、番組のナレーションおよび映像のバックで流れる常住とのトークを担当していた。番組のスタート直後にかかるテーマ曲「緑のレジェンド」は、作曲家の高田耕至が手がけた。

## スタッフ
いずれも、YouTubeで配信されている番組最終回の公式動画からの参考。
- 総合企画：ハルスポーツプロダクション
- 制作協力：スポニチクリエイツ
- CHIEF PRODUCER（チーフプロデューサー）：Masaya Wachi
- PRODUCER（プロデューサー）：Kazuyuki Kojima
- 協力：フジパシフィックミュージック
- 制作・著作：BSフジ